# Velocitat de la llum
La velocitat de la llum en el buit, comunament representada amb la lletra c, és una constant física universal important en molts camps de la física. El seu valor és exactament 299 792 458 metres per segon, un valor exacte perquè la longitud del metre es defineix a partir d'aquesta constant i la definició estàndard internacional de segon. D'acord amb la relativitat especial, c és la velocitat màxima a la qual pot viatjar tota l'energia, la matèria i la informació de l'Univers. És la velocitat a la qual totes les partícules sense massa i els seus camps associats (inclosa la radiació electromagnètica, com la llum) viatgen en el buit. És també la velocitat de la gravetat (és a dir, de les ones gravitatòries) predita per les teories actuals. Aquestes partícules i ones viatgen a c, independentment del moviment de la font o el sistema de referència inercial de l'observador. En la teoria de la relativitat, c interrelaciona l'espai i el temps, i també apareix en la famosa equació d'equivalència massa-energia, E = mc².
La velocitat a la qual la llum es propaga a través de materials transparents, com el vidre o l'aire, és menor que c. La relació entre c i la velocitat v a la qual viatja la llum a través d'un material s'anomena l'índex de refracció n del material (n = c / v). Per exemple, l'índex de refracció del vidre per la llum visible és típicament d'aproximadament 1,5, cosa que significa que la llum en el vidre viatja a c / 1,5 ≈ 200 000 km/s; l'índex de refracció de l'aire per la llum visible és d'1,000 293, de manera que la velocitat de la llum en l'aire és de 299 705 km/s (prop de 88 km/s més lenta que c).

## Velocitat finita
Ole Rømer va demostrar per primera vegada el 1676 que la llum viatja a una velocitat finita (a diferència de fer-ho de manera instantània) en estudiar el moviment aparent de la lluna de Júpiter Io. El 1865, James Clerk Maxwell va proposar que la llum era una ona electromagnètica, i que per tant viatjava a la velocitat c que apareix en la seva teoria de l'electromagnetisme. El 1905, Albert Einstein va postular que la velocitat de la llum respecte qualsevol sistema inercial és independent del moviment de la font de llum, i va explorar les conseqüències d'aquest postulat en la teoria especial de la relativitat i va mostrar que el paràmetre c tenia rellevància fora del context de la llum i l'electromagnetisme. Després de segles de mesures cada vegada més precises, el 1975 es va trobar que la velocitat de la llum era de 299 792 458 m/s, amb una incertesa de mesura de 4 parts per mil milions. El 1983, el metre va ser redefinit en el sistema internacional d'unitats (SI) com la distància recorreguda per la llum en el buit en 1/299 792 458 segons. Com a resultat, el valor numèric de c en metres per segon queda actualment fixat exactament per la definició del metre.
En alguns casos es pot considerar, de manera aproximada, que la llum i altres ones electromagnètiques es mouen «instantàniament», però la velocitat finita de la llum té efectes considerables per a llargues distàncies i mesures molt sensibles. Per exemple, en la comunicació amb sondes espacials llunyanes, un missatge pot trigar un temps mensurable en hores o minuts a anar des de la Terra fins a la sonda, afectant les condicions de recepció i emissió. En altres casos, la seva mensurabilitat pot ser qüestió d'anys o segles, com ara la llum de les estrelles llunyanes, que veiem molts anys després que l'estrella desapareixés, cosa que permet estudiar la història de l'Univers mitjançant l'observació d'objectes distants. La velocitat finita de la llum també limita la velocitat màxima teòrica dels ordinadors, ja que la informació ha de ser enviada dins de l'ordinador d'un xip a un altre. La velocitat finita de la llum també es pot utilitzar en mesures de temps de vol per a mesurar grans distàncies amb una alta precisió.

## Notació i unitats
Normalment es fa servir el símbol c, de "constant" o del llatí celeritas ('rapidesa') per a denotar la velocitat de la llum en el buit. Originàriament, es feia servir el símbol V per a la velocitat de la llum, introduït per James Clerk Maxwell el 1865. El 1856, Wilhelm Eduard Weber i Rudolf Kohlrausch havien usat c per a una constant diferent que en el futur es mostraria ser igual a {\displaystyle {\sqrt {2}}} vegades la velocitat de la llum en el buit. El 1894, Paul Drude va redefinir c en el seu significat modern. El 1905, Einstein va utilitzar V en els seus articles originals en alemany sobre la relativitat especial, però el 1907 es va passar a c, que llavors s'havia convertit ja en el símbol estàndard.
De vegades, c es fa servir per a la velocitat de les ones en qualsevol medi, i c0 per a la velocitat de la llum en el buit. Aquesta notació en què es fa servir el subíndex, recolzada en la documentació oficial del SI, té la mateixa forma que altres constants relacionades: μ0 per a la permeabilitat del buit o constant magnètica, ε0 per a la permitivitat del buit o constant elèctrica, i Z0 per a la impedància característica del buit. En aquest article, es fa servir c exclusivament per a la velocitat de la llum en el buit.
Des de 1983, el metre s'ha definit en el SI com la distància que la llum recorre en el buit en 1/299 792 458 parts de segon. Aquesta definició fixa la velocitat de la llum en el buit en exactament 299 792 458 m/s. Com una constant física dimensional, el valor numèric de c és diferent per a diferents sistemes d'unitats. En les branques de la física en què c apareix sovint, com ara la relativitat, és comú l'ús dels sistemes d'unitats naturals de mesura o el sistema d'unitats geometritzat, en què c=1. Amb l'ús d'aquestes unitats, c no apareix explícitament perquè la multiplicació o divisió per 1 no n'afecta el resultat.

## Descripció
La llum és un tipus de radiació electromagnètica. Segons la teoria electromagnètica, totes les radiacions electromagnètiques es desplacen per l'espai lliure a la velocitat de la llum en espai lliure: 299 792 458 m/s. Aquesta definició és aplicable sense importar el color, la intensitat, la font o la direcció de la llum. Alguns exemples de medis reals que s'acosten al buit ideal són l'espai exterior, el medi interestel·lar, el medi interplanetari, el buit quàntic, el buit de QCD i l'ultrabuit. Dins del marge d'error experimental, no s'han trobat variacions en la velocitat de llum en cap d'aquests medis realitzables, de manera que el seu comportament s'aproxima bé al de l'espai lliure. A més, les observacions mostren que la variació de la velocitat de la llum a mesura que l'univers envelleix és de menys de dues parts en 10¹⁶/any, tant per a les microones com per a la llum visible.
Segons la relativitat especial, la velocitat de la llum té el mateix valor en tots els sistemes de referència inercials. La freqüència observada pot diferir entre dos observadors amb velocitats diferents, causant un fenomen conegut com a efecte Doppler.

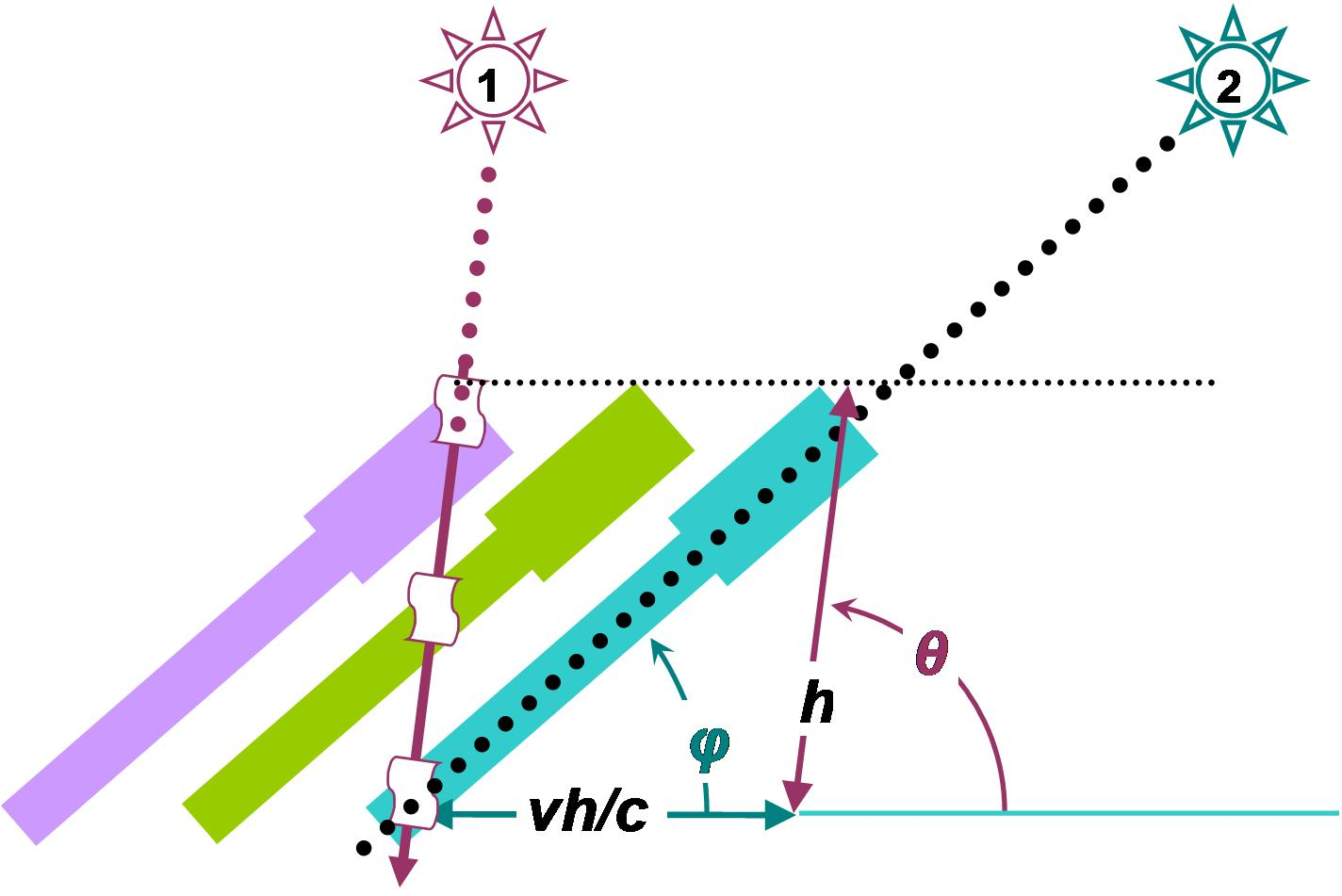
A mesura que la llum es propaga pel telescopi, el telescopi es mou, requerint una inclinació del telescopi que depèn de la velocitat de la llum. L'angle aparent de l'estrella φ difereix del seu angle autèntic θ, un fenomen anomenat aberració estel·lar

### Efecte pràctic de la velocitat finita de la llum
La velocitat de la llum té un paper important en moltes ciències i tecnologies actuals. Els sistemes de radar amiden la distància a un objectiu mesurant el temps que triga un eco del pols de llum a retornar-ne. De manera similar, un sistema de posicionament global (GPS) mesura la seva distància a satèl·lits basant-se en quant triga a arribar del satèl·lit un senyal de ràdio. Les distàncies a la Lluna, a planetes i a sondes espacials són determinades mesurant el temps que triga la llum a anar-hi i tornar-ne.
Un altre efecte de la velocitat finita de la llum és l'aberració estel·lar. Imaginant que s'observa un estel amb un telescopi idealitzat com un tub estret, la llum entra al tub provinent de l'estel amb un angle θ i viatja a la velocitat c, tarda un temps h/c" per arribar al fons del tub, on l'ull detecta la llum. Suposant que les observacions es fan des de la Terra, que es mou a una velocitat v, durant el trànsit de la llum, el tub es mou a una distància vh/c. Per consegüent, perquè el fotó arribi al fons del tub, aquest ha d'estar inclinat un angle φ, diferent de θ, i en resulta una posició aparent de l'estel a l'angle φ.
En astronomia, més enllà del sistema solar, les distàncies sovint es mesuren en anys llum, la distància que recorre la llum en un any.
En sistemes electrònics, malgrat la seva mida reduïda, la velocitat de la llum pot ser un factor limitant en la seva velocitat d'operació màxima.

## Mesures de la velocitat de la llum
Abans del segle xvii, la comunitat científica creia que la velocitat de la llum no era finita, sinó que es movia de manera instantània. Prèviament, en el segle xiii, Roger Bacon ja advertí d'una velocitat de llum finita; això no obstant, va afirmar que era tan alta, que no es podria mesurar mai.
L'any 1676, l'astrònom Ole Rømer va detectar unes desigualtats entre un satèl·lit de Júpiter i l'ombra que produïa sobre el planeta, i arribà a la conclusió final que la llum no podia presentar una velocitat infinita. Els càlculs del deixeble de Røemer s'acostaren bastant a la veritable velocitat de la llum.
No fou fins a l'any 1849, quan Hippolyte Fizeau realitzà una mesura directa de la velocitat de la llum. Fizeau va fer un experiment que consistia a enviar un raig de llum (provinent d'un focus), sobre un mirall que es trobava a gran distància, interposant entre el focus emetent i el mirall una roda dentada. Aquesta disposició obligava que el raig de llum hagués de passar per l'espai consecutiu entre dues dents del marge de la roda (una roda giratòria), rebotar en el mirall, i tornar a passar pel mateix espai. 
La distància que separava la roda i el mirall fou de 8 633 metres. Des del moment en què la llum travessa l'espai consecutiu de les dents, es reflecteix en el mirall, i torna a passar pel mateix espai de les dents, es dona el doble de distància (8 633 m · 2 = 17 326 m). Una vegada calculada la distància que recorria la llum, calia saber el temps en què aquesta ho feia. Tenint en compte que la roda dentada girava a 12,6 revolucions per segon, i que la roda presentava 720 dents (1 440 sumant els espais), es calculà el temps necessari perquè una dent pogués ocupar el lloc d'un espai en contacte:
{\displaystyle t={\frac {1}{12,6\cdot 1440}}={\frac {1}{18\,144}}s}
Una vegada es disposà de la distància i el temps en què la llum ho realitzà, Fizeau va calcular la velocitat de la llum (posat que la velocitat és el resultat de dividir la distància entre el temps):
{\displaystyle \quad v={\cfrac {17\,326\;m}{{\cfrac {1}{18\,144}}s}}=17\,326\cdot 18\,144\;m/s=314\,363\;km/s}
El resultat d'aquest experiment fou el que més s'acostà a la velocitat de la llum. Posteriorment, als anys 50, un científic anglès i un americà van determinar mitjançant una freqüència de ressonància d'ones de ràdio, que la velocitat de la llum era exactament de 299.790 km/s. Això no obstant, ho arrodonim als 300.000 km/s.

## En diversos sistemes

### Espai lliure
En unitats del SI, la velocitat de qualsevol radiació electromagnètica en espai lliure està relacionada amb la constant elèctrica ε0 (també anomenada permitivitat de l'espai lliure) i la constant magnètica μ0 (també anomenada permeabilitat de l'espai lliure) per l'equació c02=1/(ε0 μ0).
Segons l'electromagnetisme clàssic, la velocitat de la radiació electromagnètica en espai lliure és igual per a totes les freqüències. Això significa que la llum en espai lliure presenta una dispersió zero. La velocitat de la llum en espai lliure és independent de la polarització, isotròpica i independent de la força dels camps.
L'espai lliure és un "estat de referència". Com el zero absolut, és un estat idealitzat que en el món físic només es pot aproximar. Els mesuraments en qualsevol medi real, com ara l'aire o un medi pertorbat per la gravetat, han de tenir en compte l'índex refractiu del medi per relacionar-los amb l'estàndard de referència de l'espai lliure.

### Buit realitzable
Tot i que l'espai lliure és un estat de referència idealitzat no realitzable en la pràctica, alguns medis s'hi aproximen molt, com ara l'espai exterior o els ultrabuits a la Terra.
Un model senzill que sovint es fa servir per a representar un buit semblant a l'espai lliure és aquell en què la permitivitat i la permeabilitat magnètiques són constants amb els valors ε0 i μ0. En aquest model clàssic, la velocitat de la llum és igual per a totes les longituds d'ona, i existeix una isotropia perfecta, dispersió zero, una linealitat perfecta i un dicroisme perfecte. L'índex refractiu d'aquest model clàssic és la unitat.
La teoria electrodinàmica quàntica prediu desviacions d'un índex refractiu unitari al buit quàntic per als camps electromagnètics extremament forts. Fins ara, no hi ha hagut cap confirmació experimental d'aquest efecte.
Els mesurament basats en l'arribada de radiacions electromagnètiques d'esdeveniments astrofísics llunyans han posat límits restrictius a la variació possible de la velocitat de la llum amb la freqüència a l'espai exterior.

### Medis transparents
Quan un pols lumínic compost de múltiples freqüències passa per materials transparents, la velocitat de la llum es caracteritza per dues velocitats: la velocitat de fase i la velocitat de grup. La velocitat de fase de la llum es pot esbrinar a partir del coneixement de l'índex de refracció dependent de la freqüència:
{\displaystyle n={\sqrt {\epsilon _{r}\mu _{r}}}=c_{0}/v_{p}}
en què εr és la permitivitat relativa del material, i μr és la seva permeabilitat relativa.
La velocitat de grup de l'ona és la velocitat a la qual l'embolcall de pols viatja a través del medi, i depèn del contingut en freqüències de pols i de les propietats del medi. Quan una ona té diferents velocitats de fase i de grup, es diu que pateix dispersió. Si la llum que passa pel medi és monocromàtica, la velocitat de fase sol ser considerada la "velocitat de la llum".
Quan la llum penetra en materials, la seva energia és absorbida. En el cas dels materials transparents (dielèctrics), aquesta energia és ràpidament irradiada de nou. Tanmateix, aquesta absorció i reirradiació causa un retard. A mesura que la llum viatja a través d'un material dielèctric, pateix una absorció i una reirradiació contínues. Per tant, quan es diu que la velocitat de la llum en un medi és inferior a c, cal interpretar que això es refereix a la velocitat de la propagació d'energia al nivell macroscòpic. Al nivell atòmic, les ones electromagnètiques viatgen sempre a c en l'espai buit entre els àtoms. Dos factors influeixen en aquest alentiment: una absorció més forta que provoca un camí més curt entre cada cicle de reirradiació i retards més llargs. Per consegüent, l'alentiment és el producte d'aquests dos factors. Aquesta reducció de la velocitat també és la responsable del corbament de la llum a la interfície entre dos materials amb diferents índexs de refractius, un fenomen conegut com a refracció.
L'índex refractiu de l'aire és només una mica superior a 1. Medis més densos, com l'aigua i el vidre, tenen índexs refractius d'entre 1,3 i 1,5 per a la llum visible. Els diamants tenen un índex refractiu d'aproximadament 2,4.

## La velocitat de la llum com a velocitat màxima de transferència d'informació

Un con de llum defineix els punts que estan en contacte causal i els que no

### Causalitat i transferència d'informació
Segons la teoria de la relativitat espacial, la causalitat seria violada si la informació pogués viatjar més ràpid que c en algun marc de referència, car aquest marc esdevindria un marc privilegiat per sobre de tots els altres. En alguns altres marcs de referència, la informació seria rebuda abans de ser enviada, de manera que l'«efecte» seria observat abans que la «causa». Mai no s'ha observat tal violació de la causalitat.
La informació es propaga des d'i fins a un punt formant regions definides per un con de llum. L'interval AB del diagrama a la dreta és "semblant al temps" (és a dir, hi ha un marc de referència en què l'esdeveniment A i l'esdeveniment B es produeixen al mateix punt de l'espai, separats únicament per la seva ocurrència en temps diferents, i si A precedeix B en aquest marc, aleshores el precedeix en tots els marcs; no hi ha cap marc de referència en què A i B es produeixin alhora). Per tant, hipotèticament, és possible que la matèria (o la informació) viatgi d'A a B, de manera que hi pugui haver una relació causal (i és A la "causa" i B l'"efecte").
D'altra banda, l'interval AC del diagrama a la dreta és «semblant a l'espai» (és a dir, hi ha un marc de referència en què l'esdeveniment A i l'esdeveniment C es produeixen alhora, separats únicament per l'espai; vegeu simultaneïtat). Tanmateix, també hi ha marcs en què A precedeix C (com es mostra) o en què C precedeix A. Deixant de banda alguna manera de moure's més ràpid que la llum, és impossible que la matèria (o la informació) viatgi de A a C o de C a A. Per tant, no hi ha connexió causal entre A i C.